# Wolfgang Michels
Wolfgang Michels (Delmenhorst, 15 juli 1951) is een Duitse zanger, muzikant, gitarist, componist, tekstschrijver, producent en singer-songwriter.

## Carrière
Wolfgang Michels trad voor de eerste keer op in 1966 met eigen liederen in het voorprogramma van de German Bonds en werd in 1967 ontdekt door Alexis Korner. Hij had onder het pseudoniem One Plus None een band met Engelstalige liederen opgenomen en naar de BBC gestuurd. Het daar in een radio-uitzending gepresenteerde nummer Desert Walker werd door Alexis Korner gehoord, waarna Michels werd uitgenodigd naar Londen. Korner schreef in 1969 de album-notities voor de eerste lp van de door Wolfgang Michels geformeerde band Percewood's Onagram.
Na in totaal vier albums en de ontbinding van Percewood's Onagram in 1974, startte Michels een solocarrière. In 1975 ging hij vervolgens naar Engeland, waar hij in onder andere de Marquee Club optrad en in 1976 naar de Verenigde Staten ging. Daar nam hij als eerste Duitse muzikant het album Full Moon California Sunset op, dat door medewerking van geluidstechnici en musici uit de omgeving van The Doobie Brothers en Neil Young door Westcoast Rock waren beïnvloed. Het werd in 1976 opgenomen in de Pacific Recording Studios in San Mateo (Californië). Voor het album Full Moon California Sunset kreeg Michels de Deutsche Schallplattenpreis.
Het tweede album Crazy Enough, opgenomen in 1978 in de Music Annex Recording Studios in Californië, verscheen in 1979. De titelsong presenteerde Michels in de door Christian Simons gepresenteerde ZDF-muziekshow Rockpop. Bij beide albums werkte de voormalige Percewood’s Onagram-gitarist Peter Conant Schaffer mee. Een aanbod om in de Verenigde Staten te blijven en daar opnamen voor de Amerikaanse markt te produceren, sloeg hij af, omdat hij in Duitsland privé-verplichtingen had.
Michels werkte naast zijn muziekcarrière ook voor diverse platenlabels als vrije producent, A&R-manager en adviseur, onder andere samen met de Amerikaanse artiesten John Hartford, Jack Hardy en de Duitse artiesten Ton Steine Scherben, Short Romans en Das dritte Ohr. In deze functie richtte hij het label Nature op, dat gereserveerd was voor akoestische muziek en anticipeerde op de unplugged golf van de jaren 1990. Artiesten, die hij bij het label onder contract nam, waren John Hartford (Gentle on my mind), Steve Young (7 Bridges Road) en Mario Herné.
Aan het begin van de jaren 1980 stapte hij over naar de Duitse taal en werkte op drie albums samen met Rio Reiser, de zanger van de band Ton Steine Scherben. Hij kreeg ondersteuning bij deze opnamen van R.P.S. Lanrue (Ton Steine Scherben), de Deense gitarist Nils Tuxen (ex-Savage Rose), Adrian Askew (ex-Lucifer's Friend) en de studiomuzikanten Curt Cress en Peter Weihe. De albums heetten Irgendwas stimmt hier nicht (1981), Keine Probleme (1983) en Bei Mondschein… (1985). Diverse singles, waaronder Bitte sehr, Kleiner Träumer en Zukunft der Vergangenheit, die hij onder andere presenteerde in de tv-uitzending Lieder und Leute en een over het algemeen goede pers vestigden Michels goede naam als veeleisende artiest, die zijn tijd ver vooruit was en zowel tekst als muziek bij zijn composities gelijkwaardig indeelde. De vriendschap tussen Michels en Ton Steine Scherben had onder andere tot gevolg, dat in het begin van de jaren 1980 een Ton Steine Scherben-sampler en diverse singles voor de eerste keer bij het major-label Teldec verschenen. Het gepland nieuwe album Alles Lüge, mislukte door interne problemen bij het label.
In 1990 nam Michels onder het pseudoniem Percewood de single Dancin' on the edge of life op, die werd geproduceerd door Armand Volker en in de top-40 van de Duitse hitlijst belandde. In 1993 werd hij door Joan Baez voor een gezamenlijk concert uitgenodigd in de Philharmonie in München. In 1995 vond de publicatie plaats van nieuw en oud materiaal op het album Orange Kindergarten. Voor de Westcoast-single Bring me water draaide Michels een video in de Californische woestijn, onder regie van Jim Rakete. In 1997 werden Michels en zijn voormalige groep Percewood's Onagram door de New Folk-beweging rond muzikant, journalist, Heyday Records-labelbaas Pat Thomas uit San Francisco genoemd als een invloed die een van Duitslands best bewaarde geheimen was. Thomas vergeleek Michels album Full Moon California Sunset met het album Blood on the Tracks van Bob Dylan en het werk Harvest van Neil Young. Michels trad onder andere ook op in het voorprogramma van Pat Thomas & Band als special guest.
In 2003 werd het muzikale eindproduct van Michels en Percewood's Onagram in de vorm van elf geremasterde en met veel, deels niet gepubliceerde titels, gecompleteerde cd's weer gepubliceerd. In 2003 ondernam hij een tournee door Duitsland, ondersteund door Nils Tuxen (ex-Savage Rose, gitaar, dobro, steelgitaar) en Benjamin Hüllenkremer (basgitaar, percussie), dat met een concert in de Harmonie in Bonn voor de tv-reeks Rockpalast gedocumenteerd werd. Hij was in 2003 betrokken bij het Rio Reiser-tribute Familienalbum, waarvoor hij onder andere het Michels/Reiser-nummer Herzverloren van de lp Bei Mondschein met zang van Rio Reiser produceerde en zelf een niet gepubliceerde Michels/Reiser-ballade Bald zuhause opnam. Herzverloren verscheen in 1974 in de Engelse versie van Percewood's Onagram als Since I Met You My Darling op het album Ameurope. Eveneens in Familienalbum ondergebracht waren Fettes Brot met hun coverversie van Ich bin Müde, een lied dat 20 jaar eerder op het Michels-album Keine Probleme was verschenen. Rio Reiser schreef de tekst en Michels de muziek voor een lied, wiens nummer een dialoog was uit de film Einer flog über das Kuckucksnest.
In december 2007 trad Michels met band op bij het evenement Hamburg Sounds van de NDR in Schmidts Tivoli en speelde de vijf nieuwe nummers Bald Zuhause, Lover Lover, Sehnsucht, Wenn ich mich so fühl wie heute en Die Wüste. In april 2008 verscheen zijn nieuwe album zuhause, dat door Franz Plaza werd geproduceerd en zowel in Hamburg als in San Francisco werd opgenomen. Naast Michels speelden onder andere in zijn begeleidingsband Marc Awounou (leadgitaar), Alex Grube (basgitaar), Philipp Schwär (keyboards), Tobias Neumann (piano) en Rainer Kallas (drums). Het album is als standaardversie met twaalf songs en een gelimiteerde uitgave met twee bonusnummers verkrijgbaar. De eerste single was Sehnsucht, die hij op 12 mei 2008 in de ZDF-Fernsehgarten met band presenteerde. Op 9 april 2008 speelde hij met band in de Hamburgse Prinzenbar, welke opname op 19 mei 2008 door NDR2 Radio werd uitgezonden en op 24  mei bij het SWR1 Radioconcert Kopfhörer, waarvan de opname werd uitgezonden op 27 juni 2008. Bovendien was hij op 14 april te zien in het Sat.1-Frühstücksfernsehen bij Torgen Schneider in het programma Torgen am Morgen. Op 19 april 2008 zat hij op de rode sofa in het NDR-programma DAS! MAGAZIN en op 30 mei 2008 trad hij op in de NDR-talkshow Die aktuelle Schaubude.
In mei/juni 2008 speelde hij in het voorprogramma van de Amerikaanse rockzangeres Beth Hart, in juli 2008 als voorprogramma-band van Joan Armatrading in Essen en in augustus 2008 trad hij voor de eerste keer op met Neil Young in het Hamburgse stadspark. In juni 2009 bekostigde hij alle Neil Young concerten in Duitsland als gastmuzikant. In maart 2010 opende hij met zijn band het door de WDR Rockpalast uitgevoerde Crossroads-Festival in Bonn.
Michels trad in 2011 bij twee evenementen van NDR 90,3 Hamburg Sounds op in de Fliegenden Bauten. In oktober 2011 speelde hij tijdens de Bob Dylan-Abend de songs I Threw It All Away en Tonight I'll be staying here with you van Bob Dylan en in november 2011 speelde hij eigen songs bij het Großstadt-Blues. Beide programma's werden voor radio opgenomen, de Bob-Dylan-Abend ook voor de televisie. Op 16 november 2011 zong hij samen met de band Ton Steine Scherben in de Hamburgse Fabrik hun lied Wir müssen hier raus. De Duitse Heavy metal-zangeres Doro Pesch coverde Michels song Lover Lover op haar actuele album Raise Your Fist. Ze vertaalde de song naar het Engels als Coldhearted Lover.

## Kritieken
Wolfgang Michels is volgens de muziekjournalist Siegfried Schmidt-Joos, auteur van de rock-encyclopedie editie 7/1996, de eerste Duitser, die met gevoel voor muzikale tijdstromingen volwassen folkrock-composities voorstelde. Dit mag als een creatieve historische bijdrage aan de geschiedenis van de popmuziek worden beoordeeld. Het tijdschrift Musik Express erkende Michels in de editie 8/1996 als pionier met cultstatus. De Frankfurter Rundschau kenmerkte hem als cultfiguur van de Acoustic Groove, terwijl de Duitse Rolling Stone hem in de editie 11/1994 de meester van de handgemaakte rockmuziek noemde.
Volgens Welt am Sonntag in september 2008 behoort Michels tot de grote onbekenden van het Duitse rockcircuit, maar geniet bij fans en muziekjournalisten allang de cultstatus. De Musikexpress van augustus 2008 garandeert de singer/songwriter een verrassende comeback – een dozijn song voor de eeuwigheid.
Ook bij de online-media kreeg hij positieve kritiek.

## Discografie

### LP's
- 1975: Kunstkopf live – Hamburger Folk-Rock Session
- 1976: New Wave Dropouts, Pastels
- 1977: Full Moon California Sunset, Telefunken
- 1979: Crazy Enough, Pastels, Bellaphon
- 1981: Irgendwas stimmt hier nicht, Metronome
- 1983: Keine Probleme, Teldec
- 1985: Bei Mondschein…, Teldec

### Vinyl-samplers
- 1981: Rock in Deutschland Vol. 8 – Strand, Teldec
- 1982: Rock in Deutschland Vol. 3 – Neue deutsche Unterhaltungsmusik, Teldec

### Singles (7") als One Plus None
- 1968: A: You're Looking So Good / Please Be Faithful, Virgin
- 1968: B: Drive Me Somewhere (1e versie) / Religion And Love / Death Of Mr.G., Virgin

### Singles (7") als Michels
- 1978: A: Do You Still Dig It / B: Ramona From Roma, Telefunken
- 1979: A: Now I Know You / B: Crazy Enough, Bellaphon
- 1981: A: Bitte Sehr (Wenn die dunklen Wolken…) / B: Unten im Keller, Metronome / Nature
- 1981: A: Tanz auf dem Vulkan / B: Irgendwas stimmt hier nicht, Metronome / Nature
- 1983: A: Kleiner Träumer / B: Zukunft der Vergangenheit, Teldec
- 1984: A: Dies könnte unsre Heimat sein / B: Keine Probleme, Teldec
- 1985: A: Bei Mondschein…  / B: Brechen kannst Du mich nie, Teldec
- 1986: A: Love Letters To The Moon  / B: Herzverloren, Teldec

### Singles (7") als Percewood
- 1990: A: Dancin’ On The Edge Of Life / B: Lover And Friend, Mercury

### Maxi-cd's als Michels
- 1994: Lebenslange Reisen / Bring Me Water / Bring Me Water (Acoustic Version), BMG (Do-CD Promo Digipack)
- 1995: Bring Me Water / Take Me Back Into Your Arms / 100 Beats Per Minute / Bring Me Water (Acoustic Version), BMG 1995
- 2003: Deal Together, Warner Music (Promo)

### Cd's als Michels
- 1990: Full Moon California Sunset, Castle Communications & BMG 1994 & 2003 Warner Music
- 1994 + 2003: Crazy Enough, BMG & Warner Music
- 2003: Irgendwas stimmt hier nicht, Warner Music
- 1994 + 2003: Keine Probleme, BMG & Warner
- 1994 + 2003: Bei Mondschein…, BMG & Warner Music
- 1994: Orange Kindergarden, BMG
- 2003: Das Beste – Zukunft der Vergangenheit, Warner Music
- 2003: The Essential Collection – Pictures of the Past, Warner Music
- 2008: Zuhause, ferryhouse, Warner Music
- 2013:  Original Album Series, Warner Music (bevat de vijf albums Crazy Enough, Irgendwas stimmt hier nicht, Keine Probleme, Bei Mondschein…, Zuhause)

### Als producent
- Percewood’s Onagram
- John Hartford
- 1980: Das dritte Ohr Zahltag, Teldec
- 1987: Short Romans Short Romans, Upfront / Teldec

- Gemeinsame Normdatei: 134462440
- International Standard Name Identifier: 0000 0000 5873 581X
- MusicBrainz: f6ec1c98-d934-496d-ac8e-6f65ed8cfbd0
- Virtual International Authority File: 79632748
- WorldCat: E39PBJjtf4Wmdb4cFFDvJd9Rrq